# Luise von Schlözer
Luise von Schlözer (* 20. Februar 1823 in Calvörde; † 1. Oktober 1907 in Dresden) war eine deutsche Malerin, Zeichnerin und Lithografin.

## Leben
Charlotte Georgine Luise Freiin von Meyern-Hohenberg war eine Tochter des Majors und Amtspächters Leopold Freiherr von Meyern-Hohenberg (1766–1846) und seiner sehr viel jüngeren Frau Dorothea Sophia, geb. von Brandis (1793–1886). Die väterliche Familie war ursprünglich in Hohenberg-Krusemark begütert; von 1818 bis 1833 war ihr Vater Pächter der braunschweigischen Domäne Calvörde, 1833 erwarb er das Gut Schladen bei Krusemark. Über ihre künstlerische Ausbildung ist nichts bekannt. Überliefert sind von ihr zahlreiche Schloezeriana als Zeichnungen und Gemälde.
Sie heiratete 1852 den russischen Konsul zu Stettin Nestor von Schlözer in Blankenburg; für diesen war es die zweite Ehe. Aus dieser Ehe stammen zwei Söhne, Karl (1854–1916), Diplomat und Schriftsteller, sowie Leopold (1859–1946), Major und Schriftsteller. Schlözer engagierte Wilhelm Wisser als deren Hauslehrer. 1873 wurden diese Söhne auf seinen Antrag aus dem russischen Untertanenverhältnis entlassen. Die Familie lebte nach der Pensionierung Schlözers 1859 auf dem Gut Rothensande am Kellersee bei Malente. 1875 zogen die Eheleute nach Dresden.

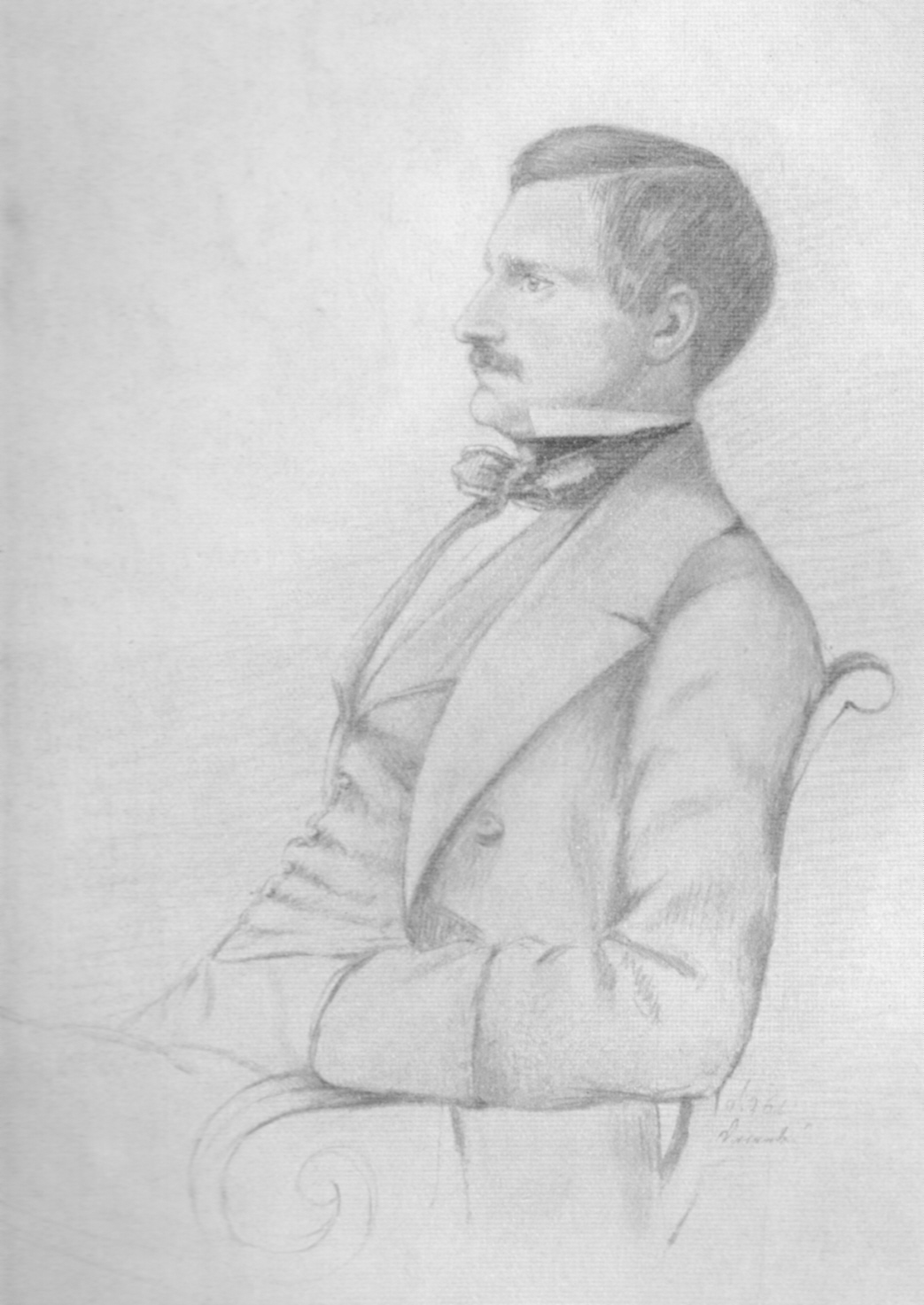
Kurd von Schlözer

Der Coburger Hofbeamte und Theaterintendant Gustav von Meyern-Hohenberg war ihr älterer Bruder, ihre jüngere Schwester Wilhelmine heiratete Georg Ferdinand von Lepel in dessen dritter Ehe. Sie war eine Schwägerin von Kurd von Schlözer, von dem sie eine Zeichnung anfertigte, die in dem Buch Römische Briefe von Kurd von Schlözer, 1864–1869 abgedruckt wurde.